# Johann Thomas von Spaur
Johann Thomas von Spaur (* 1528 auf Schloss Valer auf dem Nonsberg; † 25. Februar 1591 in Brixen) war römisch-katholischer Fürstbischof von Brixen.

## Leben
Der Sohn des Hauptmanns Ulrich Freiherr von Spaur und der Katharina von Madrutz war von seiner Mutter für die Laufbahn eines Klerikers vorgesehen und sie schickte ihn zu ihrem Bruder Cristoforo Madruzzo, der Fürstbischof von Trient und von Brixen war, in die Domschule. Der Onkel setzte sich sehr für seinen Neffen ein. Er durfte ihn, der 1543 zum Kardinal kreiert wurde, 1550 zum Reichstag nach Augsburg begleiten. 1551 wurde er Dompropst zu Brixen und bekam danach weitere Ämter übertragen. 
1565 bestätigte Papst Pius IV. seine Ernennung zum Koadjutor seines Onkels. 1578 trat er dessen Nachfolge als Fürstbischof von Brixen an. Er galt als großer Kunstmäzen. In seinem Auftrag wurde das von seinem Onkel kurz vor seinem Tod begonnene Schloss Velthurns gebaut. Die Innenausstattung stellt ein beeindruckendes Werk der Spät-Renaissance dar. Es wurde bis 1803 als Sommerresidenz der Fürstbischöfe von Brixen genutzt. Für seinen Vor-Vorgänger Christoph Fuchs von Fuchsberg ließ er das von seinem Onkel in Auftrag gegebene Grabmal vollenden und 1580 im Domkreuzgang aufstellen.
Auch sein jüngerer Bruder Christoph Andreas von Spaur (1543–1613) wurde Kleriker. Er war von 1573 bis 1603 Bischof von Gurk und von 1601 bis 1613 Fürstbischof von Brixen.
Beide wurden in der Krypta des Brixner Doms beigesetzt.